# Premium Mobile
Premium Mobile Sp. z o.o. – wirtualny operator telefonii komórkowej działający na infrastrukturze sieci Plus. Marka została wprowadzona na rynek w styczniu 2016 roku. W ofercie znajduje się sprzedaż usług abonamentowych (postpaid) dla osób fizycznych, jak i przedsiębiorstw.
W 2017 roku Premium Mobile przejęło 44 tys. numerów od innych sieci w stosunku do 3,8 tys. numerów oddanych – bilans przenośności numerów był najwyższy spośród polskich operatorów wirtualnych.
Premium Mobile prowadzi program lojalnościowy Ambasador, za który m.in. został nagrodzony tytułem Konsumencki Lider Jakości – Debiut Roku 2017. Od 2021 roku stawka za każdą zawartą umowę z polecenia Ambasadora wynosi 100 zł.
W lutym 2018 roku grupa kapitałowa Cyfrowego Polsatu zainwestowała około 20 milionów złotych stając się mniejszościowym udziałowcem Premium Mobile pozwalając jednocześnie zachować niskokosztowy model biznesowy operatora.  Od 30 listopada 2018 spółka Premium Mobile jest też operatorem sieci MVNO a2mobile, przejętej od spółki Aero2.
W połowie roku 2021 Premium Mobile został przejęty od wehikułów inwestycyjnych Zygmunta Solorza przez Polkomtel.
W 2021 roku Premium Mobile wprowadził technologię mobilną piątej generacji i rozszerzył swoją ofertę o nowe taryfy 5G.